# Brian Setzer
 Der er for få eller ingen kildehenvisninger i denne artikel, hvilket er et problem. Du kan hjælpe ved at angive troværdige kilder til de påstande, som fremføres i artiklen.

Brian Setzer er en rockabilly-sanger/guitarist fra USA.

## Diskografi
- The knife feels like justice (1986)
- Live nude guitars (1988)
- Guitar Slinger (1996)
- The dirty boogie (1998)
- Ignition (2001)
- Nitro burnin' funny daddy (2003)
- Rockabilly riot vol. 1 – A tribute to Sun Records (2005)